# Médaille du volontaire 1940-1945
La Médaille du volontaire 1940-1945 (néerlandais : Medaille van de Oorlogsvrijwilliger 1940–1945) était une décoration militaire belge créée par arrêté royal le 16 février 1945 et décernée aux citoyens belges et aux ressortissants étrangers qui s'enrôlèrent volontairement au sein des forces armées belges durant la Seconde Guerre mondiale.  La médaille pouvait aussi être décernée aux citoyens belges s'étant volontairement enrôlés au sein de la Royal Air Force, de la Royal Navy ou de la marine marchande du Royaume-Uni durant la Seconde Guerre Mondiale.

## Insigne
La Médaille du volontaire 1940-1945 était une médaille circulaire d'un diamètre de 38 mm frappée de bronze. Son avers arborait l'image en relief d'un soldat debout mais au repos tenant une carabine avec baïonnette au canon. Son image était superposé sur une lettre « V » devant le Soleil levant. Le revers portait en son centre un « lion rampant » entouré de l'inscription circulaire en latin « VOLONTARIIS" au haut et les millésimes « 1940 » et « 1945 » sous le lion.
La médaille était suspendue par un anneau passant latéralement dans un barillet de suspension au haut de la médaille, à un ruban de soie moirée d'une largeur de 38 mm et composé de quinze bandes longitudinales larges de 2 mm alternant du rouge au bleu et de deux bandes bleues de 4 mm aux bordures.

## Récipiendaires (liste partielle)
- Comte Adrien d'Oultremont (1918-2005)
- Comte Thierry d'Oultremont (1920-
- Comte Raoul d'Oultremont (1915-1993)
- Comte Jacques d'Oultremont (1919-2012)
- Comte Charles-Henri d'Oultremont (1914-1985)
- Baron Charles Marie Jean Joseph Elvire Ghislain Poswick(1924-1994)
- Antoine Maria Joachim Lamoral, Prince de Ligne, Prince d'Épinoy, Prince d'Amblise(1925-2005)
- Baron Philippe Roberts-Jones(1924-2016)
- Baron Paul Halter (1920-2013)
- Lieutenant-général Roger Dewandre (1918-2003)
- Lieutenant-général aviateur Armand Crekillie
- Amiral-divisionnaire Léon Lurquin
- Vice-amiral aviateur le chevalier André Schlim
- Contre-amiral Georges Timmermans
- Comte Charles of Limburg Stirum
- Pierre de Duve (1921-2014)
- Marc Alexandre Charles Jean André Marie BAREEL (1923-2014)
- Robert Louis Egide Marie Ghislain PANGAERT d'OPDORP (1925-2017)
- Paul Marie Joseph Henri de BROUWER (1884-1973)
- Jean Gabriel ROBERTI de WINGHE (1892-1979)
- André Marie Maurice Ghislain Henri FOULON (1926-2015)
- Armand Laurent de WASSEIGE (1925-2011)
- Jean Gabriel ROBERTI de WINGHE (1892-1979)
- Léon Pierre Émile Maria Ghislain MEUR (1895-1974)
- Albert Jules de DORLODOT (1899-1975)
- Robert Marie Léon STÉPHENNE (1921-2015)
- "Renaud" CARPENTIER de CHANGY (1921-2017)
- Pierre TIMMERMANS (1923-2016)
- Guy SPRINGUEL (1923-2017)
- Xavier Jean de MEEÛS d'ARGENTEUIL (1923
- Maurice Joseph LIBBRECHT (1925-2010)
- Jean DERNIES (1904-1991)

## Sources
- Quinot H., 1950, Recueil illustré des décorations belges et congolaises, 4e Edition. (Hasselt)
- Cornet R., 1982, Recueil des dispositions légales et réglementaires régissant les ordres nationaux belges. 2e Ed. N.pl., (Bruxelles)
- Borné A.C., 1985, Distinctions honorifiques de la Belgique, 1830-1985 (Bruxelles)